# George-Washington-Hof

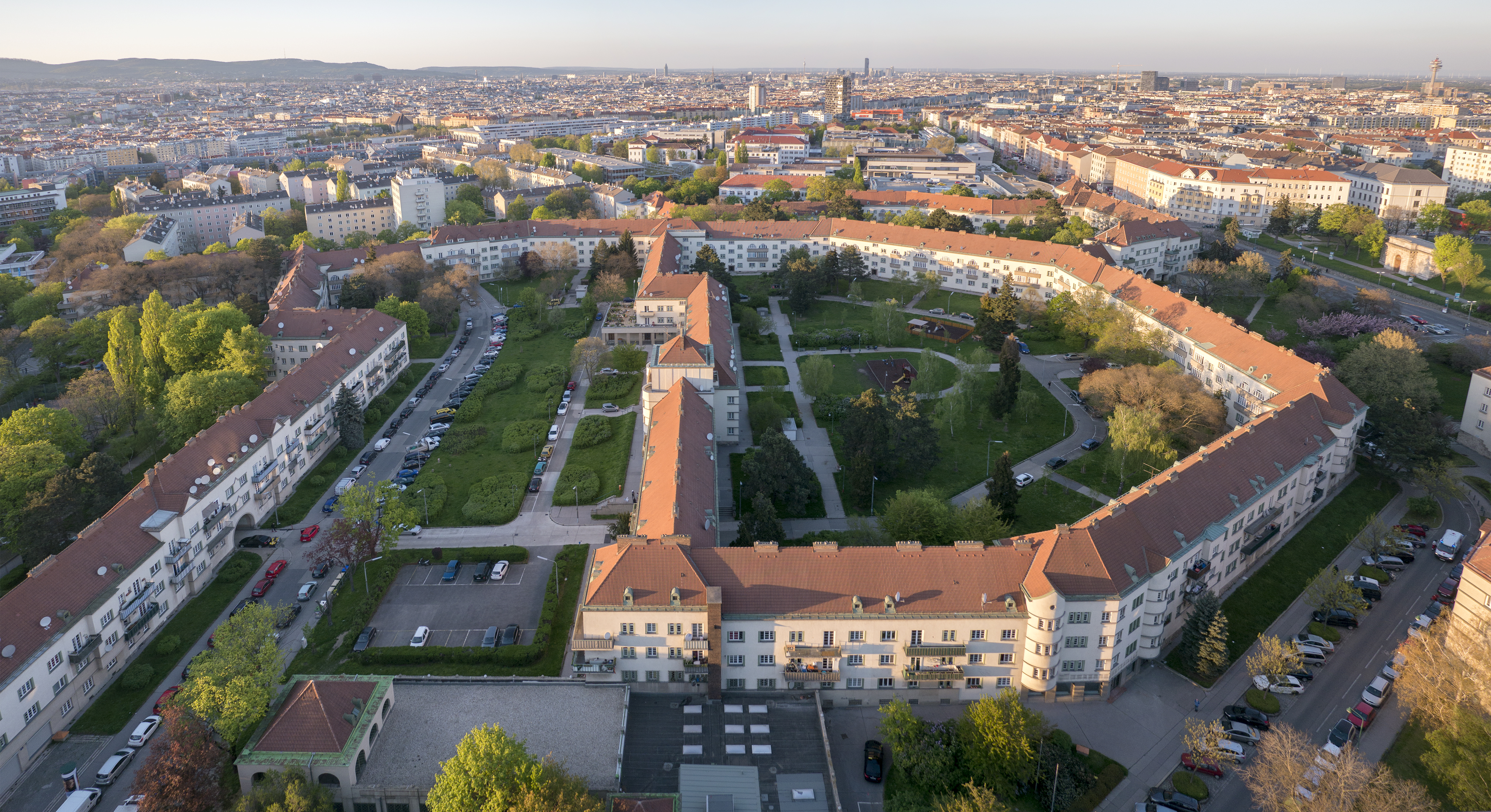
Die Anlage zeichnet sich durch weitläufige Innenhöfe aus

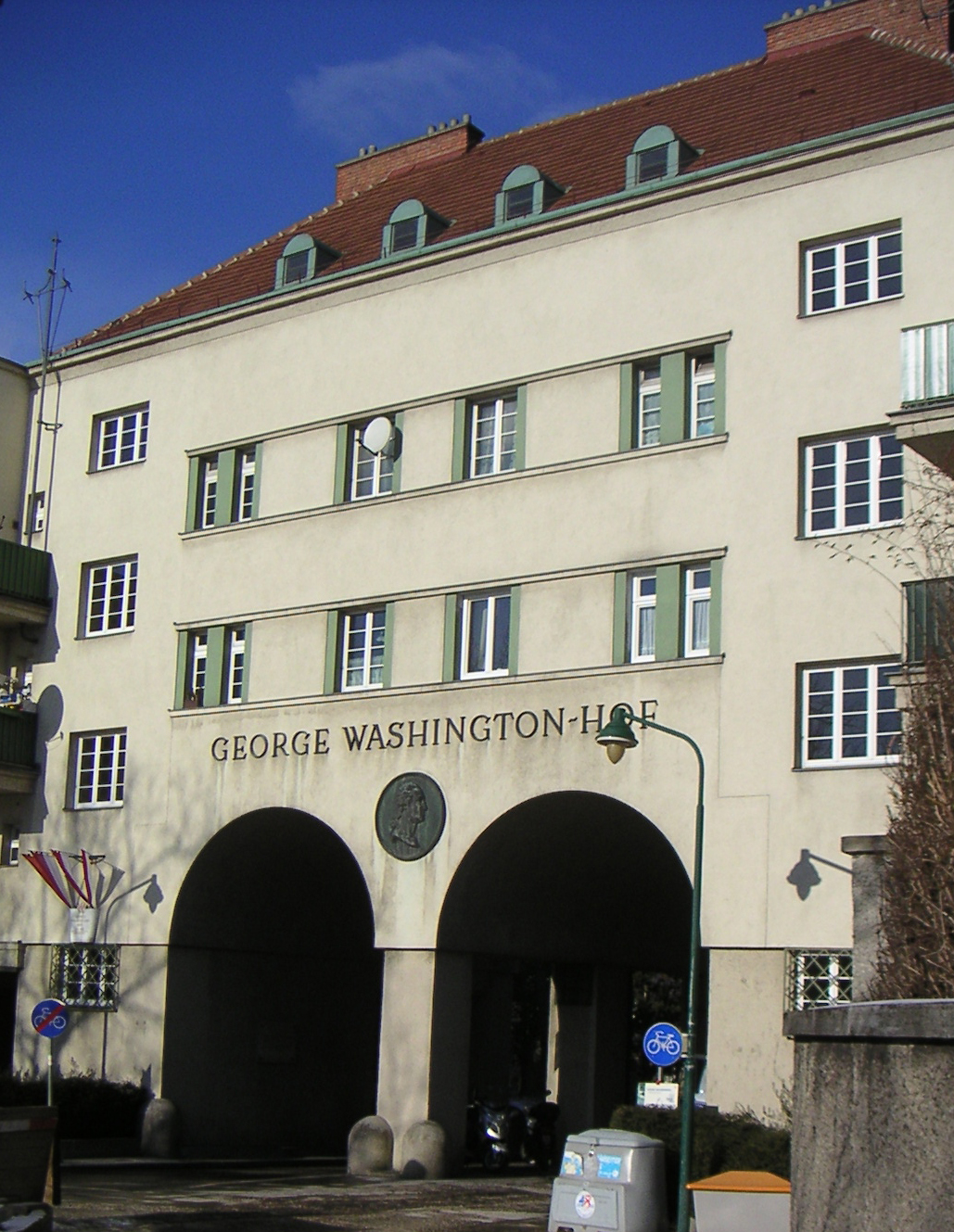
George-Washington-Hof in Wien-Favoriten

Der George-Washington-Hof ist ein weitläufiger, denkmalgeschützter Gemeindebau in der Triester Straße 52 im 10. Wiener Gemeindebezirk, Favoriten, und an der Wienerbergstraße im 10. und im 12. Bezirk, Meidling. Der Bau steht unter Denkmalschutz und es ist in beiden Bezirken von der Stadt Wien jeweils als bauliche Schutzzone definiert.

## Geschichte
Die Wohnanlage wurde in den Jahren 1927 bis 1930 von der Gemeinde Wien unter dem Bürgermeister Karl Seitz aus den Mitteln der Wohnbausteuer erbaut. Der ursprüngliche Name war Wohnhausanlage bei der Spinnerin am Kreuz. Die Architekten Karl Krist und Robert Oerley verfolgten mit der aufgelockerten Struktur das Konzept einer Gartenstadt. Bemerkenswert ist der große Innenhof und der Doppeltorbogen mit einem Reliefmedaillon George Washingtons von Heinrich K. Scholz aus dem Jahr 1932 und einer Widmungstafel aus dem gleichen Jahr. In jenem Jahr erhielt die Siedlung ihren jetzigen Namen. Anlass der Namensgebung war der 200. Geburtstag (1732) George Washingtons in jenem Jahr.
Die Anlage besteht aus fünf großzügig angelegten Höfen, die – von der Triester Straße westwärts genannt – nach der ursprünglichen Bepflanzung die Namen Birkenhof, Fliederhof und Ahornhof (alle drei von Arch. Krist gestaltet, im 10. Bezirk; Bezirksgrenze an der Köglergasse), sowie Ulmenhof und Akazienhof (beide von Arch. Oerley gestaltet, im 12. Bezirk) tragen, sowie aus einigen Gebäuden entlang der Triester Straße und der Unter-Meidlinger Straße (10. Bezirk). Die Anlage entspricht anderen frühen sozialen Großwohnbauten, wie dem Karl-Marx-Hof, die durch gemeinschaftliche Sozialeinrichtungen wie Waschküchen, Kindergärten und einer Bibliothek einer großen Bevölkerungsschicht neue Wohnqualitäten eröffneten.
Auf dem Gelände der Anlage befinden sich mehrere Kunstwerke: an der ehemaligen Mütterberatungsstelle bei der Triester Straße ist die Terrakottafigur einer Frau mit zwei Kindern von Josef Franz Riedl angebracht, im Ulmenhof befindet sich eine bronzene Mädchenfigur von Hugo Taglang und am Durchhaustrakt oberhalb der Eschenallee ist ein Portraitmedaillon George Washingtons angebracht.
Bei den 1989 begonnenen umfangreichen Renovierungen unter den Architekten Wilhelm Kleyhons, Jakob Khayat, Engelbert Eder und Jörg Riesenhuber wurden Wohnungen zusammenlegt und dabei besondere Sorgfalt auf die Rekonstruktion des feinen Dekors und der Fassaden gelegt.

## Wissenswertes
Beim Bau des George-Washington-Hofes wurden unzählige Skelette von Gehenkten gefunden, die offenbar an Ort und Stelle verscharrt worden waren. Diese stammen von der unmittelbar an der Ostseite des Gebäudes gelegenen  Spinnerin am Kreuz, einer ehemaligen Wiener Hinrichtungsstätte.
Beim Ahornhof erinnert eine Gedenktafel daran, dass sich hier am 12. Februar 1934 die Kommandostelle des republikanischen Schutzbundes befand, siehe auch Liste von Denkmälern für den Februaraufstand 1934.
Seit einiger Zeit finden im George-Washington-Hof regelmäßig Frühlings- und Sportfeste statt.